# Viooltjeslori
Viooltjeslori (Glossoptilus goldiei synoniem: Psitteuteles goldiei) is een vogel uit de onderfamilie Lori's (Loriinae). Het is een endemische vogelsoort uit Nieuw-Guinea. Deze vogel is genoemd naar de Schotse natuuronderzoeker Andrew Goldie (1840-1891).

## Kenmerken
De viooltjeslori is ca. 20 cm groot. De hoofdkeur is groen. De kop is overwegend paarsrood met een heldere purperrode schedel, een zwarte snavel en donkergrijze poten. De rugveren zijn donkergroen en borst en buik geelgroen.

## Leefwijze
Hun voedsel bestaat voornamelijk uit nectar, bloesem, bessen, zaden, pollen, insecten en hun larven.

## Verspreiding en leefgebied
Het verspreidingsgebied van de viooltjeslori ligt in het centrale hooggebergte van Nieuw-Guinea zowel het Indonesische deel als in Papoea-Nieuw-Guinea en op het Huonschiereiland in de provincie Morobe op een hoogte van 1500 m tot 2300 m boven de zeespiegel.
Ze leven in kleine groepen maar ook in zwermen van 30 to 40 stuks in regenwouden, bergwouden en kleine bosgebieden met bloemdragende bomen en ook in tuinen in de plaatsen die liggen in het centrale bergland.

## Status
De grootte van de populatie is niet gekwantificeerd maar de soort wordt omschreven als plaatselijk algemeen. Op de Rode lijst van de IUCN heeft deze soort de status niet bedreigd.